# New Perspective
«New Perspective» es el primer sencillo del álbum Vices & Virtues  de la banda de rock Panic! at the Disco. Este es el primer sencillo en el cual no aparece Ryan Ross ni Jon Walker. La canción también fue incluida en Soundtrack de la película Jennifer's Body, que se estrenó el 25 de agosto de 2009. 

## Videoclip
El video de "New perspective" se estrenó el 2 de septiembre de 2009, mostrando a Brendon Urie y Spencer Smith caminando por un suburbio común de Estados Unidos y la secundaria de la película, al mismo tiempo que muestran cortos de la película y también muestra a adolescentes mujeres peleando. Al final, se repite todo el video y se muestra de nuevo a la banda entrando en la secundaria, pero una profesora los sorprende y se los lleva hasta el pasillo principal del colegio y los jóvenes les empiezan a pegar y patear, al final se muestra a Brendon y Spencer caminando por las canchas del colegio, y por último, a Jennifer besando a otro joven.
- Datos: Q9049757